# Vous qui passez sans me voir/Pretty Eyed Baby
Vous qui passez sans me voir/Pretty Eyed Baby è un singolo di Fred Buscaglione e i suoi Asternovas, pubblicato nel 1952.

## Tracce
Lato A
1. Vous qui passez sans me voir - (testo: Trenet, Breton - musica: Hess, Misraki)

Lato B
1. Pretty Eyed Baby - (Williams, Johnson)